# Ossas-Suhare
Ossas-Suhare è un comune francese di 86 abitanti situato nel dipartimento dei Pirenei Atlantici nella regione della Nuova Aquitania.

## Società

### Evoluzione demografica
Abitanti censiti